# Damenwäscheträger
Unter Damenwäscheträger, szeneüblich DWT genannt, versteht man Männer, die versteckt unter ihrer Straßenkleidung, zur sexuellen Stimulierung oder als Zeichen der sexuellen Identität gewohnheitsmäßig Damenwäsche tragen, also entsprechende Slips, Strümpfe bzw. Strumpfhosen, Hüfthalter, Korseletts oder Büstenhalter. Da die sonstige Kleidung, also Oberbekleidung und Schuhe, männlich ausgerichtet ist, unterscheiden sie sich im Wesentlichen von Transvestiten, welche sich zumeist vollständig gegengeschlechtlich kleiden.
Diese Art Cross-Dressing wird somit häufig als Fetischismus betrachtet, kann aber auch Bestandteil eines Feminisierungsrollenspiels in der BDSM-Szene sein.